# Shikiken Mon In no Mikushige
Shikiken Mon In no Mikushige (式乾門院御匣) est une poétesse et courtisane japonaise du début de l'époque de Kamakura. 

## Biographie
Le père de Shikiken Mon In no Mikushige est le Daijō-daijin Minamoto no Michiteru. Elle est aussi connue sous le nom de Anka Mon In no Sanjō (安嘉門院三条)
Elle sert la princesse impériale Shikiken Mon In, fille du prince Morisada et petite-fille de l'empereur Takakura. En 1251, après la mort de la princesse, elle est désignée servante de la princesse impériale Kuniko de Anka Mon In, autre fille du prince Morisada.
Elle participe à plusieurs utaawase (concours de waka) en 1263, 1265 et 1278. Quelques-uns de ses poèmes sont inclus dans l'anthologie impériale Shokugosen Wakashū et cinquante et un poèmes figurent dans diverses anthologies. Elle fait partie des trente-six poétesses immortelles.